# Wolfgang Arnold (Pädagoge)
Wolfgang Arnold (* 1929 in Chemnitz; † 2016) war ein deutscher Pädagoge und Hochschullehrer.

## Leben und Wirken
Arnold wurde nach dem Schulbesuch Diplom-Gewerbelehrer, promovierte 1956 an der Technischen Hochschule Dresden zum Dr. paed. und habilitierte sich 1964 an gleicher Stelle. Sein Forschungsschwerpunkt war der lebensmitteltechnische Unterricht. Er war an der Technischen Universität Dresden tätig und dort zuletzt Leiter des Wissenschaftsbereiches Hoch- und Fachschulpädagogik an der Sektion Berufspädagogik.

## Schriften (Auswahl)
- Untersuchungen über die Notwendigkeit der Einführung des lebensmittelchemischen Unterrichts in die Berufsschulen der Lebensmittel-Industrie und des Lebensmittelgewerbes. Verbesserung der Berufsausbildung in der Lebensmittel-Branche. Dresden 1956.
- Untersuchungen zur Methodik in der Lebensmittellehre im System des berufsbildenden Unterrichtes der Lebensmittelindustrie. Ein Beitrag zum Problemkreis Erziehung der Lebensmittelfacharbeiterlehrlinge zur selbständigen und schöpferischen Tätigkeit. Dresden 1964.
- Beiträge zur Methodik in der Lebensmittellehre. VEB Fachbuchverlag, Leipzig 1966.
- (Mitautor): Kommunistische Arbeitserziehung im Ingenieurstudium. Verlag Deutsches Wissen, Berlin 1987.
- Akademische Berufs- und Allgemeinbildung. Dresden 1991.